# 不欲魯黑汗
不欲魯黑汗，（？—1206年），乃蠻部王子，亦難赤必勒格汗幼子，塔陽汗之弟。

## 生平
在父親死後，不欲魯黑與兄長不睦前往阿爾泰山一帶自別一部。他曾在1201年札木合當選菊兒汗的庫里爾台中出現。根據一個故事，他與衛拉特酋長忽都合別乞在闊亦田之戰一起使用“札達”石（萨满教祈雪的巫术）向成吉思汗軍發動了猛烈的風暴。但是，當狂風意外吹回忽都合時，策略適得其反。受到這場風暴困擾的不欲魯黑離開聯盟，撤退到阿爾泰山脈的南側。
他在1202年受到了王汗領導的克烈部的襲擊，在現在烏布蘇省的首府烏蘭固木遭遇到克烈-蒙古部聯軍。不欲魯黑措手不及，逃離並越過阿爾泰山，到達烏倫古河。他的將軍可克薛兀撒卜剌黑襲擊了王汗，後者從成吉思汗軍隊撤走，但王汗的兒子桑昆被打敗，並俘虜了他的兒子和妻子。
不欲魯黑在1202年被成吉思汗打敗後，他與克烈部王子札合敢不、札木合、蔑兒乞部的脫黑脫阿，衛拉特部的忽都合別乞、侄子屈出律在1206年一起與蒙古部作戰但被成吉思汗打敗，他與太陽汗死於同年，乃蠻政權覆亡，屈出律則帶領餘部逃亡西遼。